# Siti archeologici a Reggio Calabria
Sotto il profilo archeologico, Reggio Calabria presenta una frequentazione umana continuata nella stessa area geografica per almeno tremila anni.
Le attività di scavo condotte sul tessuto urbano sono state però nel tempo modeste e limitate, recentemente è comunque stata presentata la nuova carta archeologica della città di Reggio che, catalogando tutti i ritrovamenti archeologici collegati agli scavi effettuati dal XVI al XXI secolo comprende nell'insieme 10 raggruppamenti, 74 aree, 203 siti, quasi 500 schede.
I più antichi ritrovamenti sono tracce di capanne databili all'XI secolo a.C., sulle sponde del Calopinace, e le ceramiche provenienti dagli scavi del porto che ci forniscono notizie sicure sui primi abitatori di Reggio Calabria.

## Aree sacre
Una serie di rinvenimenti, venuti alla luce fin dal XIX secolo, hanno permesso di identificare diverse zone di culto dislocate in più punti della città, tra le quali un Persephoneion, un Apollonion, un Artemision e un Atheneion.

### Area sacra delParco archeologico Griso-LaBoccetta

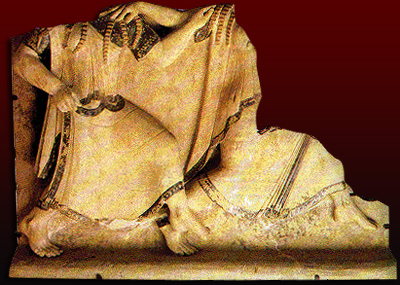
Lastra Griso LaBoccetta (VI secolo a.C.) in terracotta policroma. Due figure femminili in atto di danzare in movimento verso destra, le figure sono modellate senza uso di matrice, i panneggi conservano raffinate decorazioni dipinte che riproducono i ricami sulle stoffe.

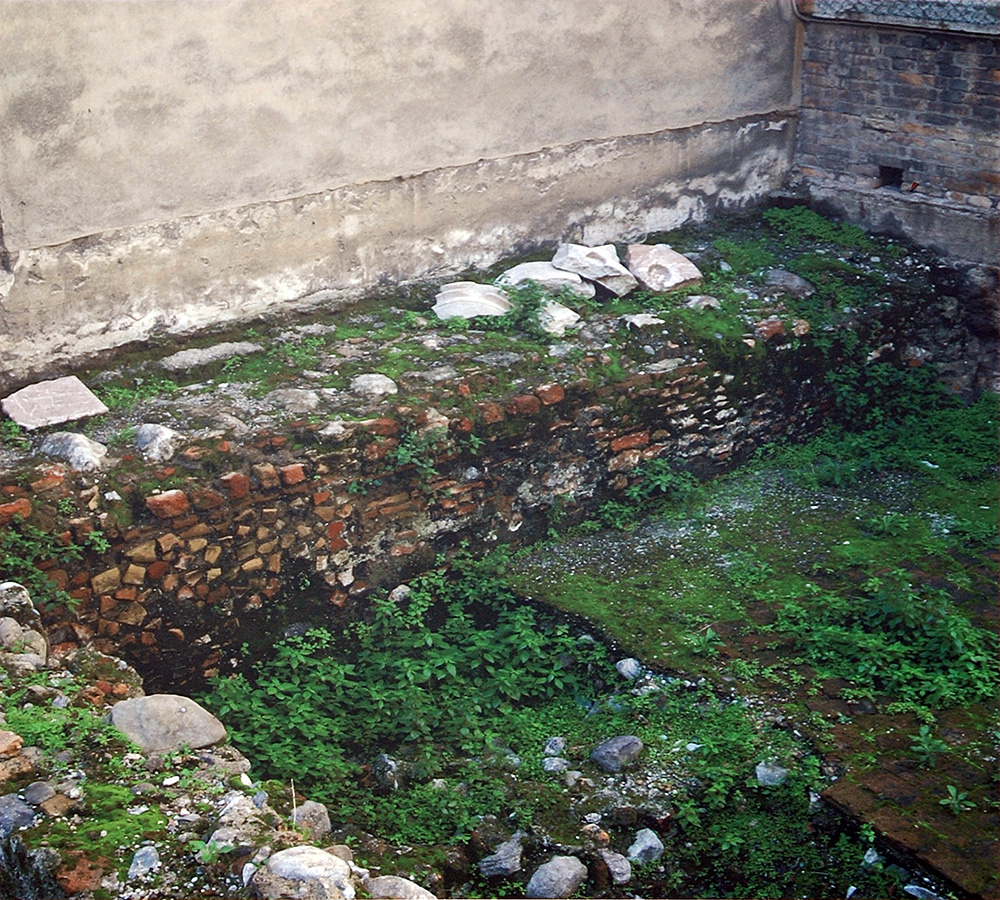
Uno scorcio degli scavi nell'area Griso-Laboccetta.

L'area sacra al momento più rilevante è quella nel fondo Griso-Laboccetta, situata al centro della città attuale tra via del Torrione, via Tripepi, via 2 settembre e via Palamolla, che presumibilmente si estendeva fino alla via Aschenez.
Scavata dalla fine del XIX secolo, l'area Griso-Laboccetta ha restituito tra i pezzi archeologici più celebri esposti al Museo Nazionale della Magna Grecia di Reggio. Già nel VI secolo a.C. è accertata la presenza di un santuario molto importante dedicato a Demetra in questo sito fuori dalle mura. Verso la metà del IV secolo a.C. l'area viene integrata entro il nuovo circuito allargato delle mura cittadine. Da questo momento l'area è occupata da edilizia privata fino al periodo romano.
L'area monumentale costituisce un settore di una più vasta area urbana, raffigurata sotto nella planimetria catastale di fine Ottocento, che fu oggetto di scavi a partire da quell'epoca ed ha restituito numerosi resti fittili che hanno portato all'identificazione della stessa come santuario dedicato alle divinità ctonie. Furono rinvenute numerose terrecotte architettoniche che rivestivano le strutture degli edifici di culto, nonché grandi quantità di coroplastica e vasi frammentari che costituivano gli ex voto, dedicati alle dee Demetra e Persefone, il cui culto era molto praticato in età greca arcaica e classica. I resti murari individuano le fondazioni di strutture murarie in ciottoli il cui alzato in mattone crudo è ormai perduto. le strutture corrispondono ad edifici sorti nel santuario tra il V ed il IV secolo a.C. e agli edifici di carattere residenziale che si impiantarono sullo stesso sito dopo l'abbandono del santuario in età ellenistica e romana (III - II secolo a.C.)
Agli inizi dello scavo iniziato alla fine del XIX secolo è stato rinvenuto un tratto del temenos, il muro di cinta dell'area sacra. Le numerose decorazioni architettoniche rinvenute nello scavo hanno dunque permesso di ipotizzare la presenza, oltre che di un tempio di notevoli dimensioni, anche di una serie di strutture annesse e di un tempietto con cella e pronao databile alla metà del VI secolo a.C.
Alla fase di maggiore splendore del santuario segue una fase di ricostruzione, datata nel secondo quarto del V secolo, come può essere dedotto dal rinvenimento di materiale architettonico relativo a quel periodo.
Durante le varie campagne di scavo è stato recuperato molto materiale tra cui è molto interessante un frammento di fregio architettonico in terracotta policroma, detta "lastra Griso-Laboccetta" databile all'ultimo quarto del VI secolo a.C. Non è stato ancora possibile stabilire la destinazione del pezzo in cui sono ritratte due figure femminili danzanti, modellate senza l'uso di matrice.

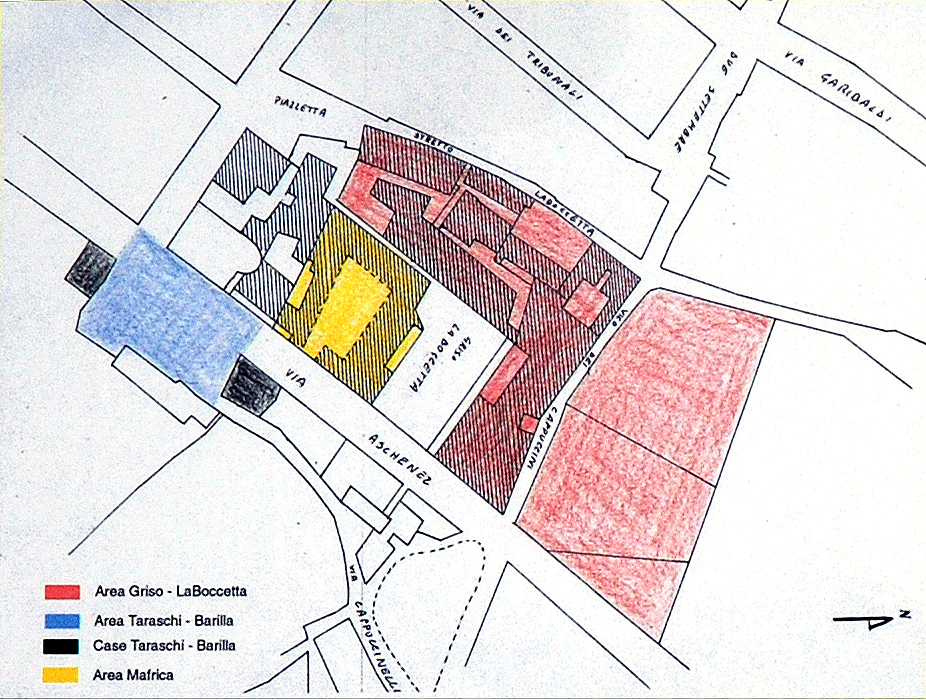
Planimetria dell'area Griso-Laboccetta nel 1895
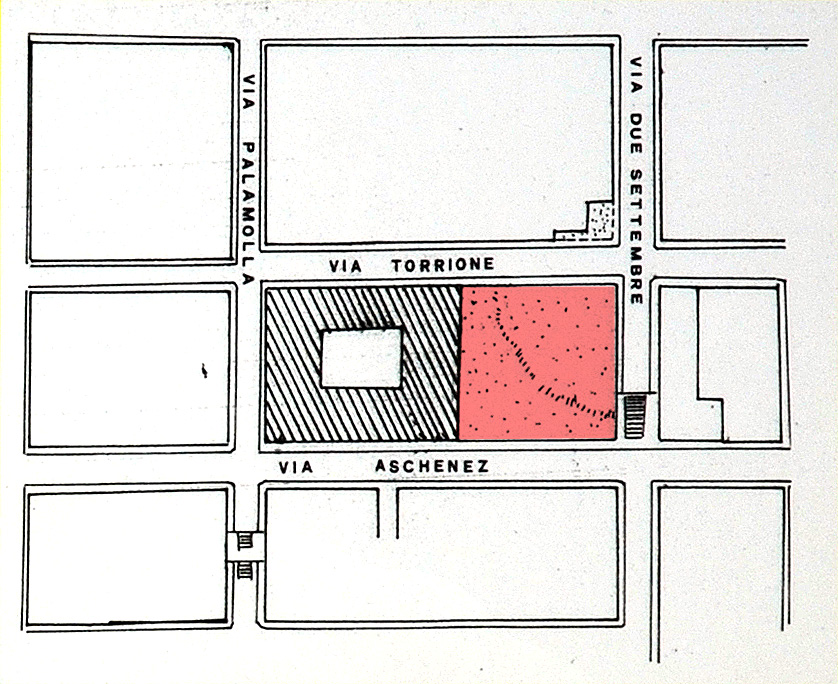
Planimetria attuale dell'area Griso-Laboccetta
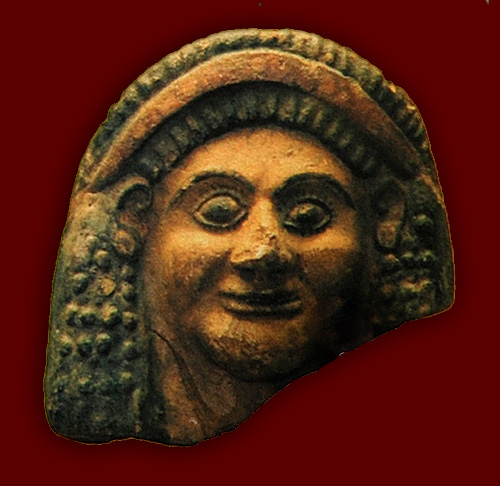
antefissa a testa femminile
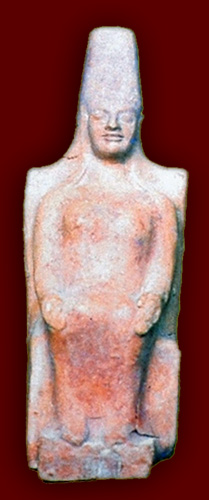
divinità femminile in trono

### Santuario del palazzo della Prefettura
Un'area sacra scoperta nel 1913 da Paolo Orsi, durante i lavori per la costruzione del palazzo della Prefettura, ha portato alla luce le fondazioni (stereobate) di un tempio, databile alla prima metà del V secolo a.C. grazie all'identificazione di due tegole riutilizzate nella costruzione di un edificio termale romano.
In base agli elementi noti si è ipotizzato che potesse trattarsi del tempio ad Apollo.

### Area sacra della marina
Una terza area sacra è stata rinvenuta a circa 80 m a sud-ovest dal Museo Nazionale, dunque al di fuori dalla cinta muraria.
I primi scavi del 1886 hanno portato alla luce un tempio monumentale, di cui oggi non resta che qualche blocco in calcare. Il rinvenimento di terrecotte arcaiche del tipo recuperate nel fondo Griso-Laboccetta indica una fase d'uso arcaica, così come il materiale di età classica fa risalire a questa epoca successiva pure una fase di ricostruzione. Per questo santuario è piuttosto controversa l'attribuzione, ma la divinità più probabile a cui è dedicato il tempio sembra essere Artemide Phacelitis.

### L'Athenaion sul lungomare
I resti di un Athenaion (tempio dedicato alla dea Atena) sorgono sotto un Bar del lungomare, nell'isolato compreso tra via XXIV Maggio, corso Vittorio Emanuele III, corso Garibaldi e via San Paolo. Si possono vedere due colonne entrando nelle caverne sotto il bar.

## Necropoli
Tutt'intorno all'area dell'antica città greco-romana sono state trovate numerose necropoli che hanno portato alla luce una gran quantità di reperti custoditi al Museo Nazionale. Tra queste le più importanti sono quella di Santa Caterina, quella ritrovata durante i lavori per l'edificazione del Museo stesso, quella in via Demetrio Tripepi, e quella recentemente scoperta di San Giorgio Extra che sta portando alla luce tombe sia ellenistiche e sia romane. Le tombe, essendo poste in una zona alluvionale, sono state ritrovate sotto un grande strato di interro che rende la profondità di giacitura a circa sei metri. Questa scoperta è destinata a cambiare la topografia dell'antica necropoli poiché i suoi confini meridionali arriverebbero fino al torrente Calopinace, zona molto più a sud rispetto al confine precedente che è fissato con il luogo dove attualmente insiste la villa comunale.

### La necropoli sotto il Museo
Una tomba della necropoli presente nei sotterranei del Museo, è stata spostata sul lungomare, accanto al chiosco di un rinomato gelataio, è una tomba a camera del periodo greco, il manufatto, trovato durante gli scavi per le fondazioni di Palazzo Piacentini, fu spostato dal sito originario e posto come ornamento tra il Lungomare Italo Falcomatà e il Corso Vittorio Emanuele III, usato fino a pochi anni fa come basamento per il monumento a Ibico reggino, adesso spostato in altra sede.

### Le necropoli di Santa Caterina
La necropoli romana-greca di Santa Caterina fu scoperta nel marzo del 1883 durante gli scavi condotti dal locale Museo Civico. La vasta necropoli si estendeva per oltre quattrocento metri e le sue tombe si trovavano a diversa profondità, anche oltre i sette metri dell'antico piano di campagna. Esse erano di diverso tipo: a cappuccina, a cassa, a fossa. Il corredo funerario rinvenuto fu scarso. Fu trovata anche un'urna fittile con cremato.
Da questa necropoli proviene anche il titolo sepolcrale di Cresimene, vissuto nel III-IV sec.d.C., che si conserva nel Museo Nazionale di Reggio Calabria.
Nel 1886 fu ritrovata un'altra urna cineraria contenente ossa combuste e vasetti fittili.

### Tomba ellenistica di via Demetrio Tripepi
La tomba, di epoca ellenistica e databile al III-II secolo a.C., fu trovata nel 1957 durante i lavori di prolungamento della via Demetrio Tripepi. La struttura della tomba, simile a tante altre necropoli trovate a nord della città, faceva parte delle necropoli di S. Lucia-Terrazza che si prolungava a forma di E verso la zona di Borrace. La tomba, del tipo a camera voltata, è realizzata con mattoni legati con calce e rivestita in origine da intonaco bianco, ormai degradato. Lo scheletro poggiava sopra un battuto di malta ed il suo corredo funerario era costituito da sei unguentari fusiformi, una pisside con coperchio, una ciotola con orlo dipinto con vernice nera e frammenti di uno strigile bronzeo appesi ad un anello. All'esterno di essa furono ritrovati sei piccoli capitelli in terracotta policromi, utilizzati per decorare i letti funebri in legno, appartenuti, probabilmente, ad altre tombe già distrutte

## Aree pubbliche

### Gli scavi di Piazza Italia

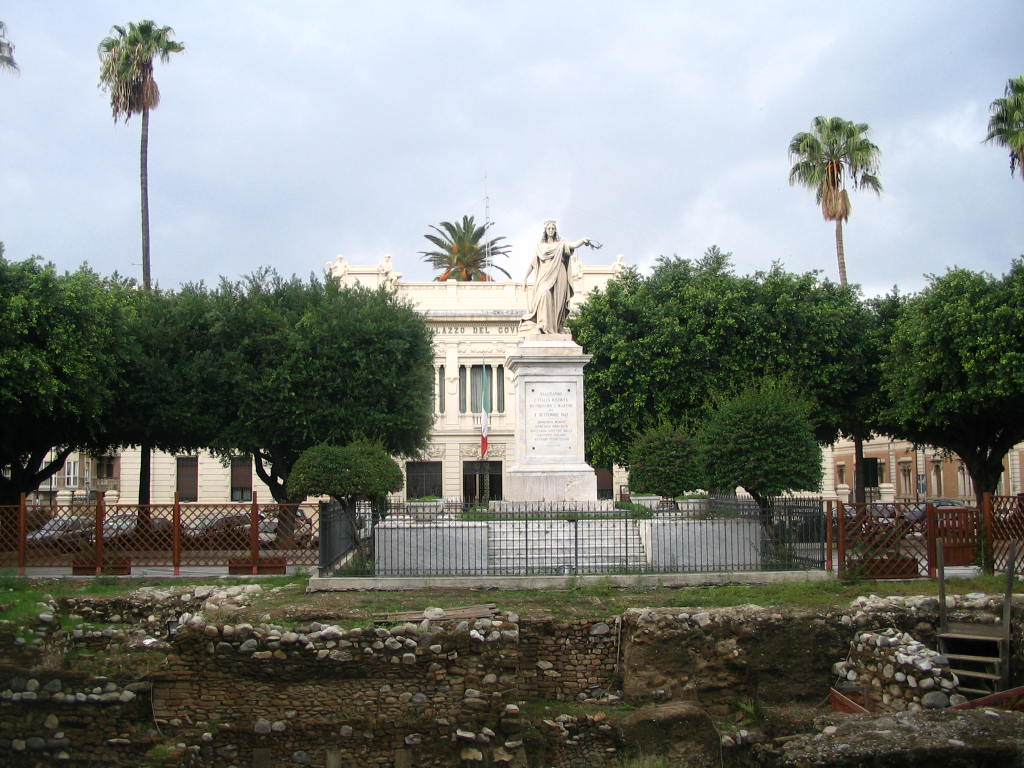
Scavi a ridosso del monumento a Vittorio Emanuele II

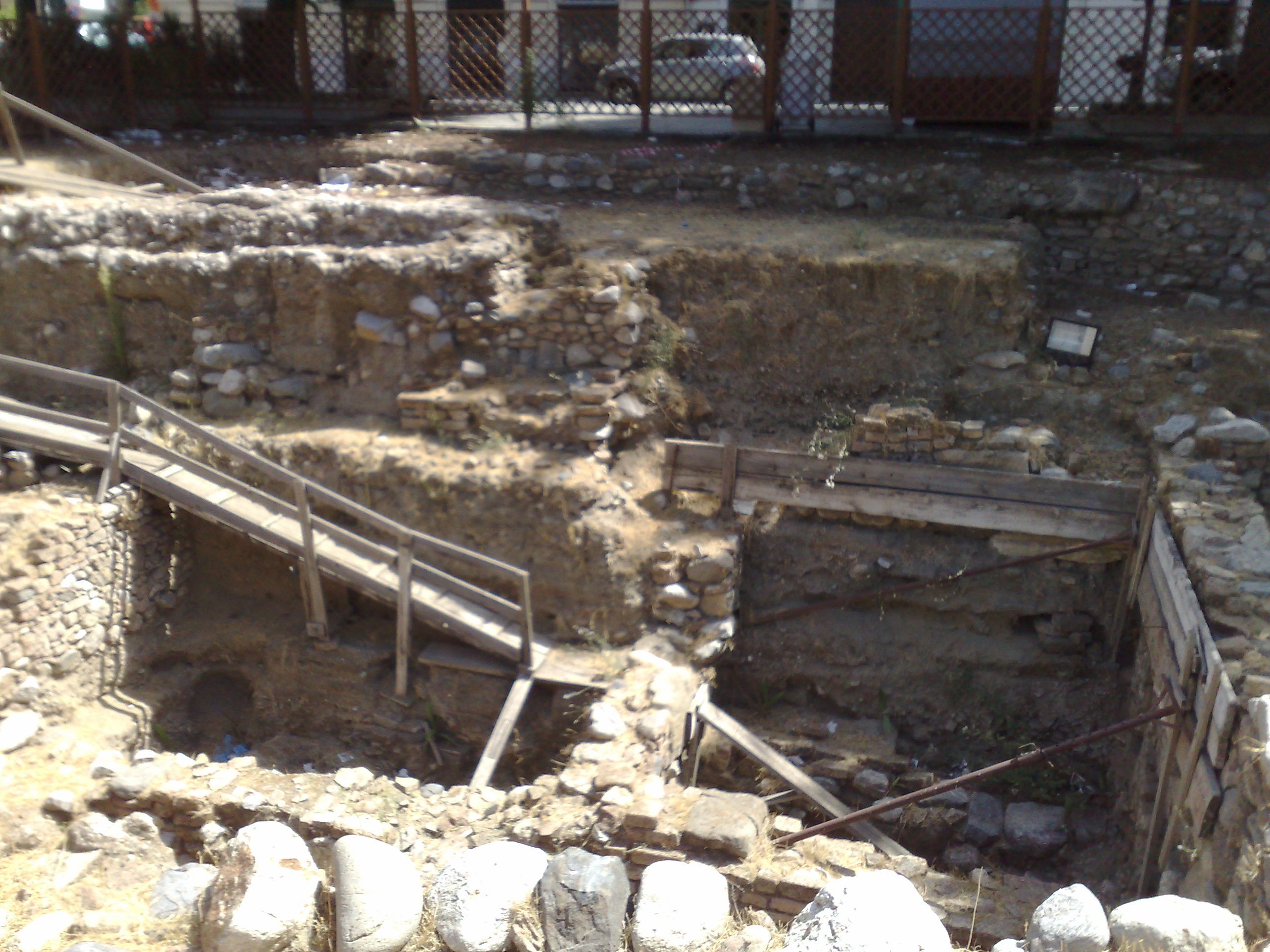
Vista degli scavi

Con gli interventi di restauro e ristrutturazione eseguiti all'inizio del nuovo millennio in Piazza Vittorio Emanuele II (nota come Piazza Italia) è venuto alla luce un importante sito archeologico. In particolare le ripetute campagne di scavo effettuate tra il 2000 ed il 2004, che hanno interessato l'area sud orientale della piazza, hanno portato alla luce un sito di notevole interesse storico a testimonianza che la zona è da sempre al centro delle attività commerciali della città, riconoscibile attraverso la sovrapposizione in sei metri di ben undici fasi di edificazione, dal VII secolo a.C. fino ai primi del XIX secolo d.C.
Alcuni ipotizzano si tratti dell'Agorà in epoca greca e poi del Foro in epoca romana, ma lo stato attuale degli scavi non consente ancora di esserne certi.
Nello strato più basso, quello più antico di epoca greca arcaica, sono stati rinvenuti alcuni frammenti di ceramica e murature di ciottoli, organizzate secondo un impianto ortogonale, che coincide con il soprastante tracciato di epoca romana. A questa seconda fase, si fanno risalire quattro vani rettangolari, i cui muri sono caratterizzati da una doppia fase costruttiva, coincidente con la sovrapposizione di materiali diversi, e forse legata ai dissesti subiti a causa del terremoto che devastò la città intorno alla metà del IV secolo d.C.
La terza fase di bizantina risale ai secoli VI-X, ed è riconoscibile nella presenza di alcuni vani adibiti ad attività commerciali, con pozzi e cisterne, all'interno dei quali sono state ritrovate monete che testimoniano l'importanza di Reggio nell'ambito del commercio marittimo dell'Impero Romano d'Oriente.
Al XII secolo, in epoca normanna, appartiene probabilmente un muro lungo circa 12 metri che delimita un edificio, suddiviso in ambienti più piccoli, sede di attività artigianali, legate alla lavorazione del bronzo. A conferma della vitalità economica e commerciale dell'area nell'Alto Medioevo, sono stati ritrovati numerosi reperti: monete bronzee (alcune con indicazioni arabe), ceramiche invetriate di provenienza siculo-magrebina, vetri, metalli e perfino un tarì d'oro (moneta araba diffusa in Sicilia).
Il XIV secolo, in epoca angioina, è identificabile in una serie di edifici articolati nell'ambito di uno stesso isolato, che mantengono per lo più lo stesso andamento del sottostante impianto di epoca greca. Anche in questo caso, sono presenti molti vani adibiti a magazzino, delimitati da murature realizzate in materiale povero di provenienza locale.
La destinazione del sito come luogo pubblico, e quindi piazza, risale al XIX secolo: delimitata da canali di scolo delle acque, probabilmente ospitava delle vasche con fontane. È stata inoltre ritrovata l'originaria fondazione del basamento che dal 1828 ospitava la statua di Ferdinando I di Borbone, poi sostituita con l'attuale monumento che rappresenta l'Italia, dedicato a Vittorio Emanuele II, e dal quale la piazza prende il nome.
Durante la campagna di scavi preliminare è stato trovato, nella stratificazione più profonda, un grosso muro posto di traverso che si pensa possa appartenere ad un grande tempio. Al momento non si hanno molte altre informazioni poiché tale muro si estende ben oltre l'area degli scavi. Inoltre lo scandaglio ha rivelato che a circa 4 metri di profondità vi è una massa metallica di circa 2 metri di lunghezza che molto probabilmente è una statua, il che concorderebbe con l'ipotesi del tempio.

### L'Acropoli
Secondo i resti della più antica cinta muraria che si trova a monte del centro della città, la collina del Salvatore costituiva molto probabilmente l'acropoli di Reggio. Allora come oggi infatti la zona sopraelevata comprendente la colline degli Angeli del Trabocchetto rappresentava il primo nucleo della città durante la fase arcaica.
Molto probabilmente la cinta della palaiapolis (la palèpoli che era l'arcaica città fondata nell'VIII secolo a.C. dai calcidesi) aveva, come angolo inferiore delle mura che discendevano dall'acropoli, proprio l'area dell'attuale castello. Nel periodo ellenistico, con l'allargamento della città verso il mare, le mura che nella polis d'epoca classica piegavano verso nord, scendevano ora fino al porto; il sito archeologico delle "Mura greche" sul lungomare mostra infatti l'angolo della cinta.

### L'Odeon o il Bouleterion

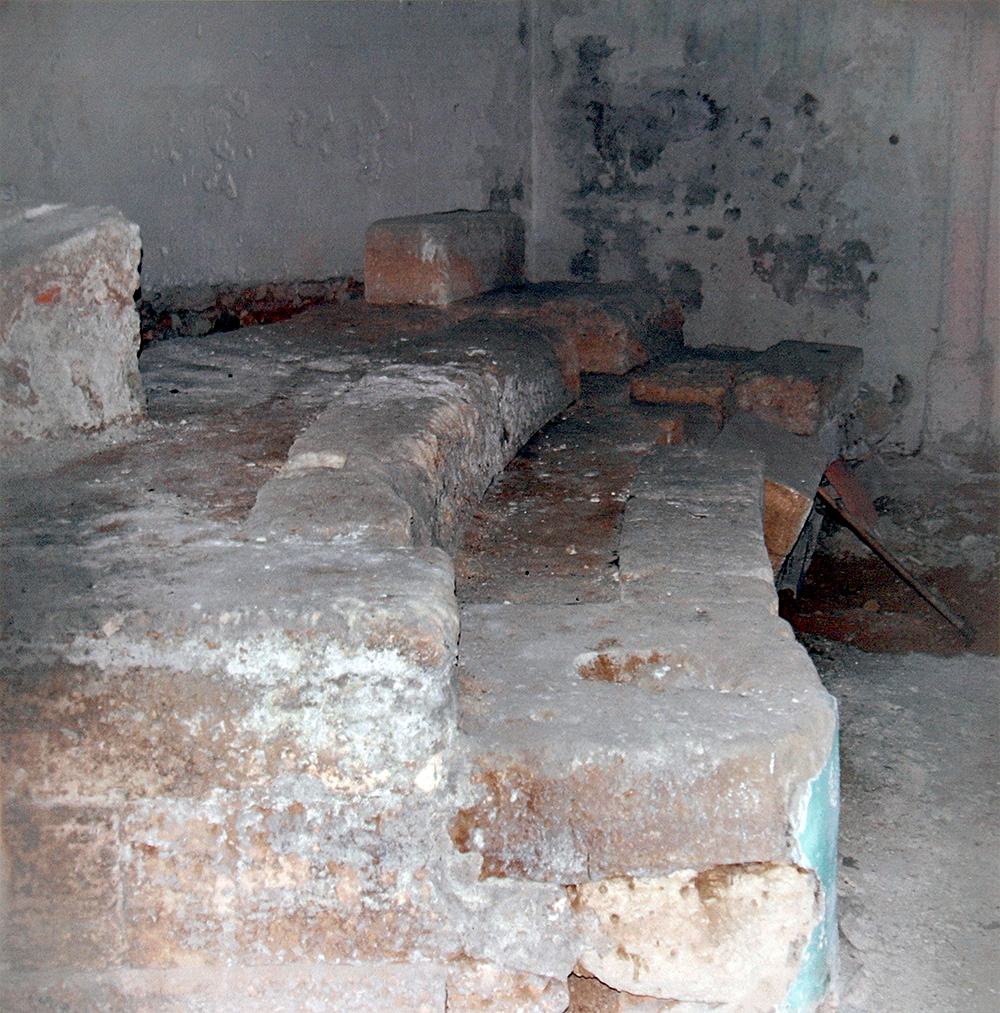
Uno scorcio del rudere dell'Odeion/Boluleuterion.

Degli scavi effettuati nel 1922 da Paolo Orsi tra via del Torrione, via Tripepi, via XXIV Maggio e via San Paolo, sono venuti alla luce i resti di una struttura pubblica situata all'interno delle mura di cinta, ad un centinaio di metri dall'area sacra del fondo Griso-Laboccetta.
Essa fu inizialmente identificata dall'archeologo come l'Odéon della città - edificio simile ad un teatro di modeste dimensioni dedicato a esercizi di canto, rappresentazioni musicali e concorsi di poesia e musica - mentre oggi va consolidandosi la teoria che si tratti dei resti del Bouleuterion o l'Ekklesiasterion, l'edificio per le riunioni dell'assemblea popolare, dunque non è improbabile che proprio qui sia avvenuta l'assemblea voluta da Timoleonte e dagli strateghi rhegini nel 344 a.C.

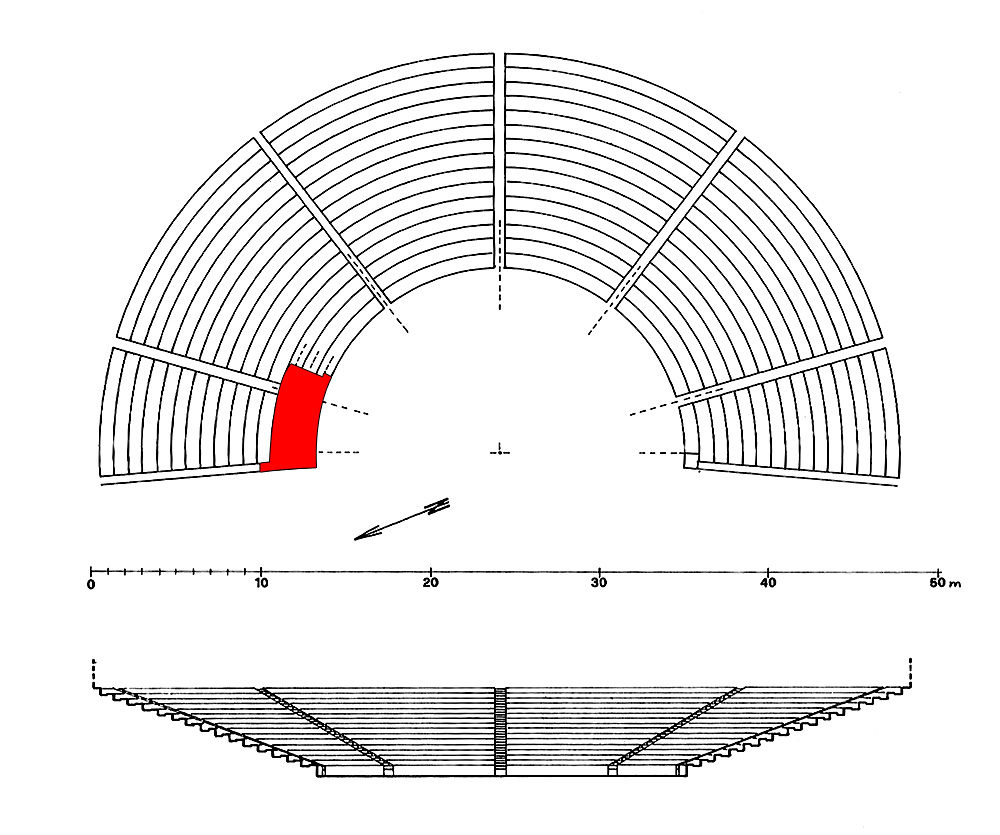
una ricostruzione dell'Odèon/Ekklesiasterion di Reggio, nell'immagine è evidenziato il rudere oggi superstite.

Paolo Orsi rinvenne a poca distanza dall'edificio tre capitelli ionici decorati da volute, palmette e ovoli, probabilmente sorretti da fusti lignei che secondo l'archeologo dovevano servire per la scenografia della tribuna.
I resti risultano databili tra il IV e il III secolo a.C., e dell'edificio rimane molto poco in vista. Da quanto rimane in base alle notizie, si può supporre che la struttura, a pianta circolare, costruita con blocchi di calcare squadrati, presentasse una gradinata di una quindicina di ordini che poteva contenere all'incirca 1.500-1.600 posti a sedere. Non se ne può ipotizzare la copertura ed è probabile che sia esistito un muro perimetrale di recinzione dell'area.

### Il Theatron
Secondo le testimonianze storiche (non ultima quella riportata dal poeta reggino Diego Vitrioli), l'area oggi occupata dal Parco della Rotonda (sito che combacia perfettamente con la tipologia architettonica) sotto il Santuario di San Paolo, era il Teatro di Reggio in epoca greca (e romana).

### Terme Romane
Da scavi effettuati durante la sistemazione del lungomare successiva al terremoto del 1908, sono venuti alla luce i ruderi di uno degli otto impianti termali presenti probabilmente nei primi secoli d.C., periodo in cui Regium prosperava come municipium romano. Data la dimensione delle vasche e degli ambienti, le terme potrebbero essere state piuttosto dei "bagni", stabilimenti gestiti da privati, anche se una parte del perimetro appare continuare al di sotto della strada esistente e potrebbe avere contenuto altri ambienti di servizio, quali biblioteche o palestre come spesso si rinviene in altri siti in Europa.

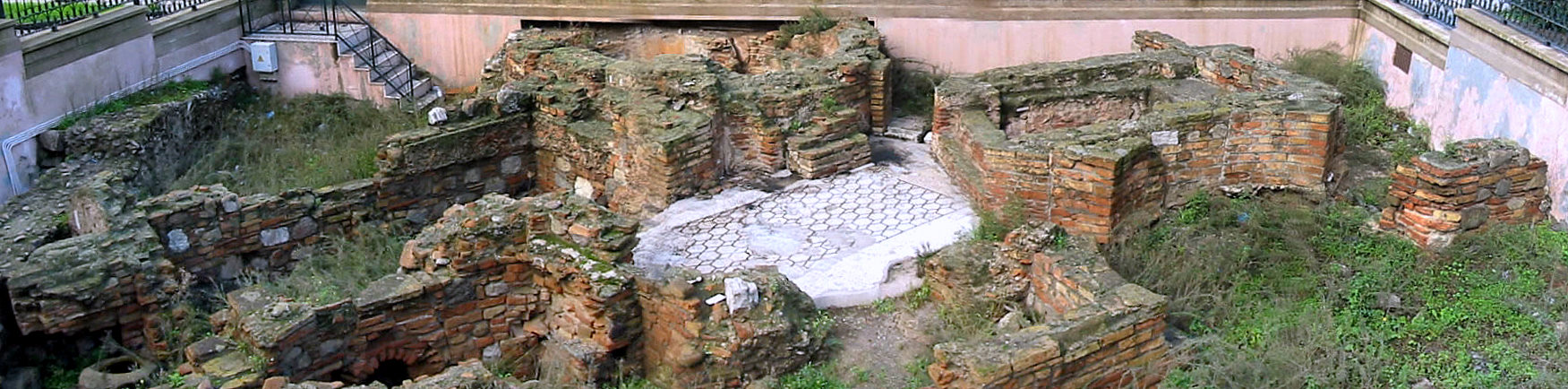
uno scorcio degli scavi delle Terme Romane sul Lungomare Falcomatà.

La stanza-ambiente centrale, che è decorata con un suggestivo mosaico ad elementi geometrici in tessere bianche e nere, funge da collegamento tra gli altri ambienti. A questo ambiente centrale si perviene da diversi ingressi, che fanno ipotizzare come l'ingresso principale delle terme potesse essere dal lato mare, come dal lato superiore, in direzione della vicina attività commerciale del porto o dell'area del foro localizzata nelle vicinanze di palazzo San Giorgio.

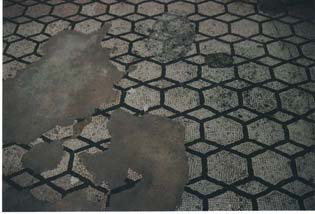
Particolare di un pavimento dei bagni d'epoca romana. Mosaico a motivi geometrici dell'ambiente centrale.

Da notare, come sempre mantenuta nell'ingegnosità della progettazione termale romana, la perfetta orientazione degli ambienti: la vasca per le immersioni fredde (frigidarium) a nord, la vasca per le immersioni calde (calidarium) a ovest, per sfruttare tutta la durata del calore solare.
Il frigidarium si riconosce, oltre che per la posizione, per il rivestimento della vasca in opus signinum (intonaco impermeabile usato come rivestimento per le opere contenenti acqua, costituito da una miscela di calce e tegole frantumate che conferiscono il colore rosato) e per l'assenza del fondo riscaldato e dei tubuli per il riscaldamento della vasca.
Al contrario il calidarium, visibile dalla strada (l'accesso all'interno del sito non risulta attualmente possibile), mostra in maniera evidente tutto intorno la disposizione dei tubuli di terracotta, gli elementi verticali addossati alla parete per la circolazione dell'aria calda proveniente dalla fornace.
Tutto attorno alla vasca, come in altri siti in Europa (ad esempio le terme di Welwyn, UK) è posto un muretto dove gli ospiti dei bagni potevano sedersi, visto che il bagno consisteva in una semplice immersioneo in una natatio, come in una moderna piscina.

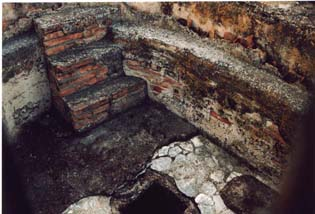
Particolare di un pavimento dei bagni d'epoca romana. Vista del Calidarium con sedile e scarico al fondo.

Molto interessante è lo scarico della vasca sul fondo, che consentiva di drenarla per la pulizia e manutenzione, comunicante con un canale generale di scarico, e reso possibile dal pavimento sopraelevato sulle "pilae", di cui una è visibile dal foro quadrato dello scarico stesso. Un'altra pila ben visibile è posta ad un angolo (nord) dell'ambiente contiguo, probabilmente il tepidarium, destinato a riscaldare il corpo, ma senza una vasca per immersione. Le pilae nel sito di Reggio sono costituite da dischi sovrapposti di terracotta, mentre in altri luoghi in Europa vari altri materiali vengono usati, secondo le disponibilità del posto.
La fornace, una galleria in mattoni in cui veniva bruciato il combustibile, dovrebbe essere quella visibile dalla strada superiore, anche se la volta in mattoni è per lo più mancante. Il sistema di riscaldamento, denominato hypocaustum, tipicamente usato nei bagni dell'epoca romana dei primi secoli, è costituito dalla fornace, dove il materiale bruciato continuamente riscaldava l'acqua in un bacino metallico collocato al di sopra, e poi comunicante con la vasca del calidarium.
Allo stesso tempo l'aria calda veniva convogliata al di sotto dei pavimenti sopraelevati ed entrava nei tubuli di terracotta al di sotto degli intonaci delle pareti del caldarium e tepidarium per riscaldare gli ambienti, venendo poi espulsa da camini all'esterno.
Le terme dovevano essere alimentate o da un pozzo locale, ma anche verosimilmente da un acquedotto, vista la vicinanza con il porto antico e con l'area del foro, anche se non risulta evidente la presenza di un canale o di una cisterna di raccolta.
Riferimento per informazioni sulla tecnica costruttiva dei bagni romani ed esempi visibili nel Regno Unito:
Tony Rook (2002) Roman Baths in Britain, Shire Publications, Haverfordwest, Pembrokeshire, Uk.

## Mura della città greca

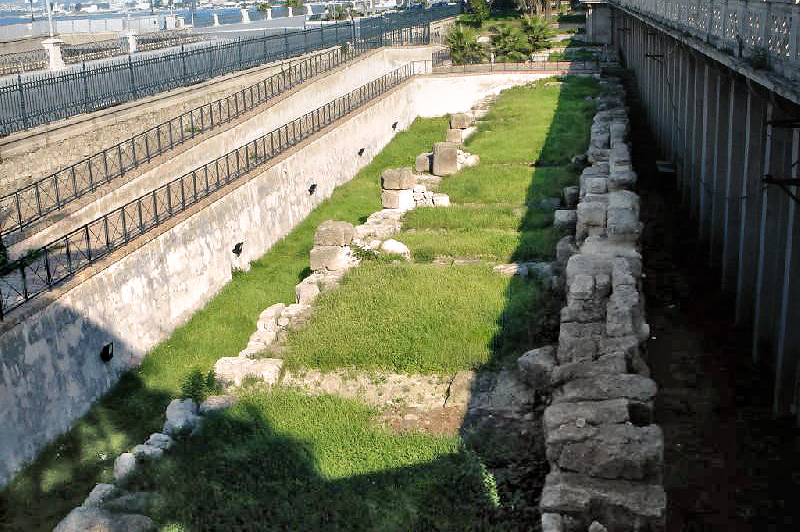
Un tratto delle mura greche sul Lungomare Falcomatà.

A testimonianza della vastità della città greca rimangono oggi alcuni tratti della cinta muraria sopravvissuti agli eventi storici. Ne esiste ancora un tratto sul lungomare, uno sulla Collina degli Angeli, ed uno sulla collina del Trabocchetto.
La Soprintendenza archeologica della Calabria ha ipotizzato che le mura in mattoni crudi siano di epoca del tiranno Anassila (V secolo a.C.), mentre quelle in mattoni cotti siano da attribuirsi al tiranno Dionisio II (a Reggio dal 356 a.C., e scacciato poi nel 351 a.C.), altri studiosi pensano invece che i tratti di mura giunti fino ad oggi siano tutti della parte finale del IV secolo a.C.

### Mura del parco archeologico sul lungomare
Il sito più noto riguardo alle mura reggine è quello denominato "Mura Greche" che sorge sul Lungomare Falcomatà nei pressi di Palazzo Zani. Questo tratto di mura risalirebbe al IV secolo a.C. e farebbe parte della rifortificazione operata da Dionisio II, la città infatti era stata conquistata dal padre Dionisio I, che vi si stabilì facendo costruire una grande villa collocata tra la cinta più interna a monte e la nuova più esterna a mare.
Il sito è costituito da due file parallele di grossi blocchi di arenaria tenera ed è di particolare interesse, poiché si tratta del punto in cui le mura occidentali deviano verso oriente e chiudendo dunque a sud la cinta reggina.

### Mura della collina degli Angeli
Le mura sulla collina degli Angeli, costruite in mattoni crudi - cioè con del fango misto a paglia lasciato seccare al sole - sono conservate per un tratto lungo una decina di metri. Dal lato Est, al di fuori della città antica, la parte visibile non supera i 3 metri, mentre dal lato interno il muro si presenta in realtà molto più imponente.
Nel tratto conservato sono stati ritrovati:
- un'inscrizione in caratteri greci, ma probabilmente in lingua osca;
- un'edicola votiva rappresentante una Vittoria alata, con legenda TRIS NIKA, tre volte vittoria. Si ipotizza che l'edicola votiva ricordi un assalto alle mura da parte di Pirro o più probabilmente di Annibale, respinto dai Reggini.

### Mura del parco archeologico Trabocchetto
Le mura furono rinvenute casualmente nel 1980 mentre si stavano eseguendo alcuni lavori edilizi. Il tratto ritrovato corrisponde al punto più alto raggiunto dalla cinta muraria, circa 114 m s.l.m., dominando l'intero centro cittadino, e risulta perfettamente allineato con i resti murari ritrovati in località "Collina degli Angeli".
In questo tratto è evidente la sovrapposizione di due fasi successive di costruzione della cinta muraria:
- la prima, edificata a mattoni crudi, risale alla fine del V secolo a.C.
- la seconda, costruita mediante la divisione della cortina muraria precedente, che viene riusata come riempimento di una doppia cortina di blocchi isodomi in arenaria, risale alla metà del IV secolo a.C.

Sono visibili anche i fori di palo dell'impalcatura utilizzata per la costruzione del muro in blocchi e la fondazione di una torre a sezione quadrata di arenaria.
Gli scavi archeologici, inoltre, documentano la presenza di fosse di spoglio della cortina in blocchi, scavate in epoca romana per recuperare materiale da costruzione; viene così spiegata la totale assenza del rivestimento in blocchi dall'estremità del muro sul lato nord-est. Come sulle mura presenti sul lungomare, molti dei blocchi in arenaria mostrano contrassegni di clava, successivamente levigati dal passare del tempo.

## Scavi di Piazza Garibaldi

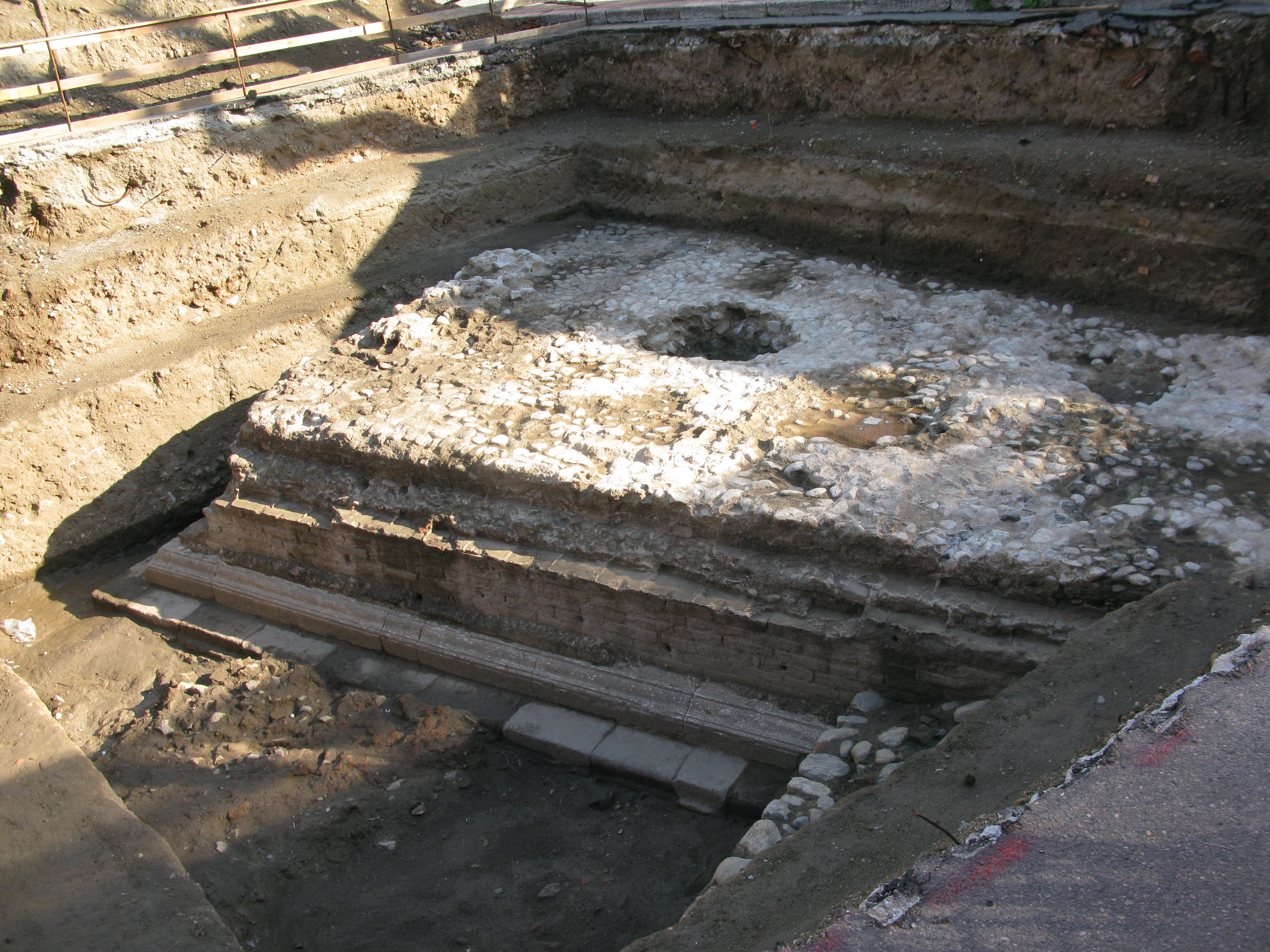
Scavi in Piazza Garibaldi

Alla fine di Aprile 2016, proprio mentre veniva riaperto il museo archeologico, è stata ritrovata una tomba romana risalente al I secolo d.C. in seguito ai primi scavi per la creazione di un parcheggio sotterraneo nell'angolo Nord-Est di Piazza Garibaldi. I lavori della Soprintendenza per i Beni Archeologici sono ancora in una fase iniziale. Durante i primi scavi sono state ritrovate anche diverse anfore, piatti e monete ricollegabili in vario modo all'epoca del ritrovamento principale della tomba.
Il 9 maggio 2016, in seguito ad un nuovo saggio nella zona antistante la stazione centrale, è stato ritrovato un basamento presumibilmente ricollegabile all'età del primo reperto.

## Siti fuori dalle Mura
Pare che il sito dell'antica Colonna Reggina, monumento/faro a guardia dello Stretto si trovi nei pressi di Cannitello, 15 km a nord del centro di Reggio, così come il Tempio di Nettuno/Poseidone o Poseidonion, di cui gli studiosi attestano la reale esistenza.

### Viste da satellite
- Area sacra Griso-Laboccetta, su wikimapia.org.
- Terme Romane sul lungomare, su wikimapia.org.
- Mura sul lungomare, su wikimapia.org.
- Mura sulla collina degli Angeli, su wikimapia.org.
- Mura sulla collina del Trabocchetto, su wikimapia.org.
- Resti dell'Odèon, su wikimapia.org.